# Échécrate
Échécrate, en grec ancien Ἐχεκράτης, est un philosophe pythagoricien, contemporain de Platon et Socrate, disciple de Philolaos de Crotone.

## Notice biographique
Originaire de Phlionte, Échécrate apparaît dans le Phédon, dialogue platonicien où Platon lui fait soutenir la thèse pythagoricienne de l’harmonie de l’âme, il demande à Phédon de lui rapporter l’épisode des dernières heures de Socrate que raconte le dialogue.

## Sources et notes
1. ↑  Diogène Laërce, Vies, doctrines et sentences des philosophes illustres [détail des éditions] (lire en ligne), livre VIII (46)
2. ↑  88c, 57a, 102a